# باریکیسو تتی-کوآئو
باریکیسو تتی-کوآئو (انگلیسی: Barikisu Tettey-Quao؛ زادهٔ ۲۸ اوت ۱۹۸۰) بازیکن فوتبال اهل غنا است.
وی همچنین در تیم ملی فوتبال زنان غنا بازی کرده‌است.